# Phaeogenes trochanteratus
Phaeogenes trochanteratus är en stekelart som beskrevs av Carl Gustav Alexander Brischke 1862. Phaeogenes trochanteratus ingår i släktet Phaeogenes och familjen brokparasitsteklar. Inga underarter finns listade i Catalogue of Life.